# Golf ai Giochi della XXXI Olimpiade - Individuale femminile
Il torneo individuale femminile ai Giochi olimpici di Rio de Janeiro del 2016 si è svolto dal 17 al 20 agosto al Campo Olímpico de Golfe. È stato il primo torneo femminile alle Olimpiadi in 116 anni.
Alla gara hanno partecipato 60 giocatrici, 57 professioniste e 3 amatoriali.

## Formato
Il regolamento prevede che per ciascun turno vengano giocate 72 buche, con la formula dello stroke play. In caso di parità in uno dei primi tre posti, verrà disputato uno spareggio di tre buche.

## Nazioni partecipanti
Il torneo ha visto la partecipazione di 60 giocatrici. Come riferimento è stata utilizzata la Women's World Golf Rankings all'11 luglio 2016. Le prime 15 golfiste di tale classifica si sono automaticamente qualificate, con il limite di 4 per nazione.
A seguire, i posti rimanenti sono stati occupati a scalare secondo l'ordine di classifica, fino a un massimo di due atlete per nazione, purché la nazione fosse disposta già di due o più atlete nella top-15. Si sono qualificate di diritto anche due golfiste brasiliane, in quanto rappresentanti della nazione ospitante. Inoltre, ciascun continente ha avuto comunque di diritto una golfista, se non già qualificata secondo i criteri.
     Quattro
     Tre
     Due
     Una
     Nessuna
| Nord America (7)          | Sud America (4)   | Europa (27)         | Oceania (3)       | Asia (16)       | Africa (3)    |
| ------------------------- | ----------------- | ------------------- | ----------------- | --------------- | ------------- |
| Canada (2)                | Brasile (2)       | Austria (1)         | Australia (2)     | Cina (2)        | Marocco (1)   |
| Messico (2)               | Colombia (1)      | Belgio (1)          | Nuova Zelanda (1) | Cina Taipei (2) | Sudafrica (2) |
| Stati Uniti d'America (3) | Paraguay (1)      | Repubblica Ceca (1) |                   | Hong Kong (1)   |               |
|                           |                   | Danimarca (2)       | India (1)         |                 |               |
| Finlandia (2)             | Giappone (2)      |                     |                   |                 |               |
| Francia (2)               | Malaysia (2)      |                     |                   |                 |               |
| Germania (2)              | Corea del Sud (4) |                     |                   |                 |               |
| Gran Bretagna (2)         | Thailandia (2)    |                     |                   |                 |               |
| Irlanda (2)               |                   |                     |                   |                 |               |
| Israele (1)*              |                   |                     |                   |                 |               |
| Italia (2)                |                   |                     |                   |                 |               |
| Norvegia (2)              |                   |                     |                   |                 |               |
| Russia (1)                |                   |                     |                   |                 |               |
| Spagna (2)                |                   |                     |                   |                 |               |
| Svezia (2)                |                   |                     |                   |                 |               |
| Svizzera (2)              |                   |                     |                   |                 |               |

Numero di giocatrici partecipanti per nazione ai Giochi olimpici di Rio de Janeiro:
Quattro
Tre
Due
Una
Nessuna

* Il Comitato Olimpico d'Israele fa parte dei Comitati Olimpici Europei.

## Risultati

### Primo turno
Il primo turno di gara si è svolto mercoledì 17 agosto 2016.
La thailandese Ariya Jutanugarn si è posizionata in cima alla classifica di giornata con 65 colpi (-6 al par), precedendo le coreane Kim Sei-young e Inbee Park.
| Pos. | Giocatrice          | Nazionalità   | Punteggio | Al par |
| ---- | ------------------- | ------------- | --------- | ------ |
| 1    | Ariya Jutanugarn    | Thailandia    | 65        | −6     |
| 2    | Kim Sei-young       | Corea del Sud | 66        | −5     |
| 2    | Inbee Park          | Corea del Sud | 66        | −5     |
| 4    | Nicole Broch Larsen | Danimarca     | 67        | −4     |
| 4    | Carlota Ciganda     | Spagna        | 67        | −4     |
| 4    | Candie Kung         | Taipei cinese | 67        | −4     |
| 7    | Aditi Ashok         | India         | 68        | −3     |
| 7    | Charley Hull        | Regno Unito   | 68        | −3     |
| 7    | Azahara Muñoz       | Spagna        | 68        | −3     |
| 7    | Lexi Thompson       | Stati Uniti   | 68        | −3     |

### Secondo turno
Il primo turno di gara si è svolto giovedì 18 agosto 2016.
La coreana Inbee Park ha preso il comando della gara con 66 colpi nel secondo girone, che l'hanno portata ad un totale di 132 (-10 sul par). Stacy Lewis è risalita al secondo posto in graduatoria con 63 colpi (-8), poco distante dalla Park. La leader del primo girone Ariya Jutanugarn si è posizionata all'ottavo posto con 71 colpi.
| Pos. | Giocatrice          | Nazionalità   | Punteggio | Al par |
| ---- | ------------------- | ------------- | --------- | ------ |
| 1    | Inbee Park          | Corea del Sud | 66-66=132 | −10    |
| 2    | Stacy Lewis         | Stati Uniti   | 70-63=133 | −9     |
| 3    | Brooke Henderson    | Canada        | 70-64=134 | −8     |
| 3    | Charley Hull        | Regno Unito   | 68-66=134 | −8     |
| 5    | Nicole Broch Larsen | Danimarca     | 67-68=135 | −7     |
| 5    | Candie Kung         | Taipei cinese | 67-68=135 | −7     |
| 5    | Marianne Skarpnord  | Norvegia      | 69-66=135 | −7     |
| 8    | Aditi Ashok         | India         | 68-68=136 | −6     |
| 8    | Chun In-gee         | Corea del Sud | 70-66=136 | −6     |
| 8    | Ariya Jutanugarn    | Thailandia    | 65-71=136 | −6     |
| 8    | Minjee Lee          | Australia     | 69-67=136 | −6     |
| 8    | Gerina Piller       | Stati Uniti   | 69-67=136 | −6     |

### Terzo turno
Il terzo turno di gara si è svolto venerdì 19 agosto 2016.
La coreana Inbee Park ha mantenuto il suo vantaggio con 70 colpi (-1 sul par). Lydia Ko, numero uno del ranking mondiale, ha fatto registrare il minor numero di colpi della giornata, 65 (-6 sul par): ciò le ha consentito di risalire in seconda posizione assieme alla statunitense Gerina Piller. La thailandese Ariya Jutanugarn, tra le favorite alla vittoria e leader nel primo girone, si è ritirata dalla competizione per via di un infortunio al ginocchio dopo 13 buche.
| Pos. | Giocatrice       | Nazionalità   | Punteggio    | Al par |
| ---- | ---------------- | ------------- | ------------ | ------ |
| 1    | Inbee Park       | Corea del Sud | 66-66-70=202 | −11    |
| 2    | Lydia Ko         | Nuova Zelanda | 69-70-65=204 | −9     |
| 2    | Gerina Piller    | Stati Uniti   | 69-67-68=204 | −9     |
| 4    | Shanshan Feng    | Cina          | 70-67-68=205 | −8     |
| 5    | Chun In-gee      | Corea del Sud | 70-66-72=208 | −5     |
| 5    | Charley Hull     | Regno Unito   | 68-66-74=208 | −5     |
| 5    | Amy Yang         | Corea del Sud | 73-65-70=208 | −5     |
| 8    | Brooke Henderson | Canada        | 70-64-75=209 | −4     |
| 8    | Minjee Lee       | Australia     | 69-67-73=209 | −4     |
| 8    | Stacy Lewis      | Stati Uniti   | 70-63-76=209 | −4     |
| 8    | Anna Nordqvist   | Svezia        | 71-70-68=209 | −4     |
| 8    | Su-Hyun Oh       | Australia     | 71-72-66=209 | −4     |
| 8    | Suzann Pettersen | Norvegia      | 71-69-69=209 | −4     |
| 8    | Paula Reto       | Sudafrica     | 74-67-68=209 | −4     |

### Turno finale
Il turno finale di gara si è svolto sabato 20 agosto 2016. Al termine di quest'ultimo girone sono state assegnate le medaglie olimpiche alle prime tre golfiste classificate.
La vittoria è andata alla golfista che ha terminato il giro di buche stabilite con il minor numero di colpi. La somma dei par delle diverse buche rappresenta il par del campo.
| Pos. | Giocatrice            | Nazionalità   | Turno 1 | Turno 2 | Turno 3 | Turno 4 | Totale | Al par |
| ---- | --------------------- | ------------- | ------- | ------- | ------- | ------- | ------ | ------ |
|      | Inbee Park            | Corea del Sud | 66      | 66      | 70      | 66      | 268    | −16    |
|      | Lydia Ko              | Nuova Zelanda | 69      | 70      | 65      | 69      | 273    | −11    |
|      | Shanshan Feng         | Cina          | 70      | 67      | 68      | 69      | 274    | −10    |
| 4    | Stacy Lewis           | Stati Uniti   | 70      | 63      | 76      | 66      | 275    | −9     |
| 4    | Haru Nomura           | Giappone      | 69      | 69      | 72      | 65      | 275    | −9     |
| 4    | Amy Yang              | Corea del Sud | 73      | 65      | 70      | 67      | 275    | −9     |
| 7    | Brooke Henderson      | Canada        | 70      | 64      | 75      | 67      | 276    | −8     |
| 7    | Charley Hull          | Regno Unito   | 68      | 66      | 74      | 68      | 276    | −8     |
| 7    | Minjee Lee            | Australia     | 69      | 67      | 73      | 67      | 276    | −8     |
| 10   | Suzann Pettersen      | Norvegia      | 71      | 69      | 69      | 68      | 277    | −7     |
| 11   | Anna Nordqvist        | Svezia        | 71      | 70      | 68      | 69      | 278    | −6     |
| 11   | Gerina Piller         | Stati Uniti   | 69      | 67      | 68      | 74      | 278    | −6     |
| 13   | Chun In-gee           | Corea del Sud | 70      | 66      | 72      | 71      | 279    | −5     |
| 13   | Nanna Koerstz Madsen  | Danimarca     | 69      | 69      | 72      | 69      | 279    | −5     |
| 13   | Su-Hyun Oh            | Australia     | 71      | 72      | 66      | 70      | 279    | −5     |
| 16   | Teresa Lu             | Taipei cinese | 70      | 67      | 73      | 70      | 280    | −4     |
| 16   | Paula Reto            | Sudafrica     | 74      | 67      | 68      | 71      | 280    | −4     |
| 16   | Maria Verchenova      | Russia        | 75      | 70      | 73      | 62      | 280    | −4     |
| 19   | Lexi Thompson         | Stati Uniti   | 68      | 71      | 76      | 66      | 281    | −3     |
| 19   | Mariajo Uribe         | Colombia      | 70      | 71      | 75      | 66      | 281    | −3     |
| 21   | Leona Maguire (a)     | Irlanda       | 74      | 65      | 74      | 69      | 282    | −2     |
| 21   | Caroline Masson       | Germania      | 69      | 69      | 75      | 69      | 282    | −2     |
| 21   | Azahara Muñoz         | Spagna        | 68      | 69      | 73      | 72      | 282    | −2     |
| 21   | Albane Valenzuela (a) | Svizzera      | 71      | 68      | 72      | 71      | 282    | −2     |
| 25   | Sandra Gal            | Germania      | 71      | 74      | 69      | 69      | 283    | −1     |
| 25   | Kim Sei-young         | Corea del Sud | 66      | 73      | 73      | 71      | 283    | −1     |
| 25   | Pornanong Phatlum     | Thailandia    | 71      | 72      | 69      | 71      | 283    | −1     |
| 25   | Marianne Skarpnord    | Norvegia      | 69      | 66      | 75      | 73      | 283    | −1     |
| 29   | Catriona Matthew      | Regno Unito   | 71      | 66      | 77      | 70      | 284    | E      |
| 30   | Alena Sharp           | Canada        | 72      | 69      | 75      | 69      | 285    | +1     |
| 31   | Laetitia Beck         | Israele       | 75      | 70      | 71      | 70      | 286    | +2     |
| 31   | Candie Kung           | Taipei cinese | 67      | 68      | 76      | 75      | 286    | +2     |
| 31   | Pernilla Lindberg     | Svezia        | 74      | 73      | 69      | 70      | 286    | +2     |
| 31   | Gaby López            | Messico       | 71      | 67      | 76      | 72      | 286    | +2     |
| 31   | Stephanie Meadow      | Irlanda       | 77      | 66      | 71      | 72      | 286    | +2     |
| 36   | Nicole Broch Larsen   | Danimarca     | 67      | 68      | 81      | 71      | 287    | +3     |
| 37   | Tiffany Chan (a)      | Hong Kong     | 71      | 75      | 73      | 69      | 288    | +4     |
| 38   | Xi Yu Lin             | Cina          | 72      | 74      | 74      | 69      | 289    | +5     |
| 39   | Carlota Ciganda       | Spagna        | 67      | 72      | 78      | 73      | 290    | +6     |
| 39   | Gwladys Nocera        | Francia       | 73      | 71      | 74      | 72      | 290    | +6     |
| 41   | Aditi Ashok           | India         | 68      | 68      | 79      | 76      | 291    | +7     |
| 42   | Shiho Oyama           | Giappone      | 70      | 71      | 77      | 74      | 292    | +8     |
| 43   | Christine Wolf        | Austria       | 71      | 69      | 77      | 76      | 293    | +9     |
| 44   | Julieta Granada       | Paraguay      | 71      | 69      | 76      | 78      | 294    | +10    |
| 44   | Karine Icher          | Francia       | 73      | 72      | 73      | 76      | 294    | +10    |
| 44   | Alejandra Llaneza     | Messico       | 73      | 68      | 73      | 80      | 294    | +10    |
| 44   | Ursula Wikström       | Finlandia     | 69      | 71      | 81      | 73      | 294    | +10    |
| 48   | Klára Spilková        | Rep. Ceca     | 77      | 73      | 71      | 74      | 295    | +11    |
| 48   | Noora Tamminen        | Finlandia     | 73      | 76      | 72      | 74      | 295    | +11    |
| 50   | Ashleigh Simon        | Sudafrica     | 75      | 69      | 77      | 75      | 296    | +12    |
| 51   | Kelly Tan             | Malaysia      | 78      | 70      | 76      | 73      | 297    | +13    |
| 52   | Miriam Nagl           | Brasile       | 79      | 77      | 72      | 70      | 298    | +14    |
| 53   | Victoria Lovelady     | Brasile       | 79      | 75      | 76      | 70      | 300    | +16    |
| 53   | Giulia Molinaro       | Italia        | 78      | 78      | 74      | 70      | 300    | +16    |
| 55   | Giulia Sergas         | Italia        | 77      | 74      | 77      | 74      | 302    | +18    |
| 56   | Chloe Leurquin        | Belgio        | 79      | 78      | 71      | 75      | 303    | +19    |
| 57   | Fabienne In-Albon     | Svizzera      | 74      | 78      | 75      | 79      | 306    | +22    |
| 58   | Michelle Koh          | Malaysia      | 79      | 71      | 76      | 82      | 308    | +24    |
| 59   | Maha Haddioui         | Marocco       | 82      | 76      | 80      | 77      | 315    | +31    |
| RIT  | Ariya Jutanugarn      | Thailandia    | 65      | 71      | RIT     | RIT     | 136    | −6     |